# Enyalioides peruvianus
Enyalioides peruvianus — вид ігуаноподібних ящірок родини шипохвостих ігуан (Hoplocercidae). Ендемік Перу.

## Поширення і екологія
Enyalioides peruvianus мешкають в басейні річки Сенепа на півночі Перу. Вони живуть у вологих тропічних лісах, в долинах річок, на висоті від 200 до 300 м над рівнем моря. Ведуть наземний спосіб життя, живляться членистоногими, відкладають яйця. Риють нори завдовжки до 3 м.